# Pablo Thiam
Pablo Thiam (Conakry, 3 januari 1974) is een voormalig Guinees voetballer (middenvelder) met een Duits paspoort. Tijdens zijn profcarrière speelde hij onder andere voor 1. FC Köln, Bayern München en VfL Wolfsburg. Sinds 2008 is hij hulptrainer bij de Bundesliga vereniging VfL Wolfsburg
Thiam speelde in de periode 1994-2007 in totaal 31 wedstrijden voor de Guineese nationale ploeg, waarin hij één doelpunt maakte.

## Carrière
- ?-1989: MSV Bonn (jeugd)
- 1989-1994: 1. FC Köln (jeugd)
- 1994-1998: 1. FC Köln
- 1998-2001: VfB Stuttgart
- 2001-2002: Bayern München
- 2002-2008: VfL Wolfsburg